# Lista localităților din Slovenia (P)
Lista localităților din Slovenia care încep cu litera  P
Lista localităților:
A -
B -
C -
Č -
D -
E -
F -
G -
H -
I -
J -
K -
L -
M -
N -
O -
P -
R -
S -
Š -
T -
U -
V -
Z -
Ž
| Localitate                      | Comună                         | Imagine |
| ------------------------------- | ------------------------------ | ------- |
| Pacinje                         | Comuna urbană Ptuj             |         |
| Padeški Vrh                     | Comuna Zreče                   |         |
| Padež                           | Comuna Laško                   |         |
| Padež                           | Comuna Vrhnika                 |         |
| Padež                           | Comuna Zagorje ob Savi         |         |
| Padna                           | Comuna Piran                   |         |
| Padovo pri Fari                 | Comuna Kostel                  |         |
| Padovo pri Osilnici             | Comuna Osilnica                |         |
| Paha                            | Comuna urbană Novo mesto       |         |
| Paka                            | Comuna Mislinja                |         |
| Paka pri Predgradu              | Comuna Kočevje                 |         |
| Paka pri Velenju                | Comuna urbană Velenje          |         |
| Paka                            | Comuna Dobrepolje              |         |
| Paka                            | Comuna Vitanje                 |         |
| Pako                            | Comuna Borovnica               |         |
| Palčje                          | Comuna Pivka                   |         |
| Paloviče                        | Comuna Tržič                   |         |
| Pameče                          | Comuna urbană Slovenj Gradec   |         |
| Pance                           | Comuna urbană Ljubljana        |         |
| Paneče                          | Comuna Laško                   |         |
| Pangrč Grm                      | Comuna urbană Novo mesto       |         |
| Pangršica                       | Comuna urbană Kranj            |         |
| Panovci                         | Comuna Gornji Petrovci         |         |
| Papeži                          | Comuna Osilnica                |         |
| Papirnica                       | Comuna Škofja Loka             |         |
| Paradišče                       | Comuna Grosuplje               |         |
| Paradiž                         | Comuna Cirkulane               |         |
| Parecag                         | Comuna Piran                   |         |
| Paričjak                        | Comuna Radenci                 |         |
| Paridol                         | Comuna Šentjur                 |         |
| Parižlje                        | Comuna Braslovče               |         |
| Parje                           | Comuna Pivka                   |         |
| Parož                           | Comuna Dobrna                  |         |
| Paška vas                       | Comuna Šmartno ob Paki         |         |
| Paški Kozjak                    | Comuna urbană Velenje          |         |
| Paunoviči                       | Comuna Črnomelj                |         |
| Pavla vas                       | Comuna Sevnica                 |         |
| Pavlica                         | Comuna Ilirska Bistrica        |         |
| Pavlova vas                     | Comuna Brežice                 |         |
| Pavlovci                        | Comuna Ormož                   |         |
| Pavlovski Vrh                   | Comuna Ormož                   |         |
| Pece                            | Comuna Grosuplje               |         |
| Pecelj                          | Comuna Podčetrtek              |         |
| Peč                             | Comuna Grosuplje               |         |
| Pečarovci                       | Comuna Puconci                 |         |
| Peče                            | Comuna Moravče                 |         |
| Pečica                          | Comuna Šmarje pri Jelšah       |         |
| Pečice                          | Comuna Brežice                 |         |
| Pečice                          | Comuna Litija                  |         |
| Pečine                          | Comuna Tolmin                  |         |
| Pečje                           | Comuna Sevnica                 |         |
| Pečke                           | Comuna Makole                  |         |
| Pečki                           | Comuna Velike Lašče            |         |
| Pečnik                          | Comuna Idrija                  |         |
| Pečovje                         | Comuna Štore                   |         |
| Pečovnik                        | Comuna urbană Celje            |         |
| Pedrovo                         | Comuna urbană Nova Gorica      |         |
| Pekel                           | Comuna urbană Maribor          |         |
| Pekel                           | Comuna Trebnje                 |         |
| Pekre                           | Comuna urbană Maribor          |         |
| Penoje                          | Comuna Slovenske Konjice       |         |
| Pepelno                         | Comuna urbană Celje            |         |
| Peračica                        | Comuna Radovljica              |         |
| Peraji                          | Comuna urbană Koper            |         |
| Perati                          | Comuna Kobarid                 |         |
| Perišče                         | Comuna Brežice                 |         |
| Pernica                         | Comuna Pesnica                 |         |
| Pernice                         | Comuna Muta                    |         |
| Perniki                         | Comuna Bled                    |         |
| Pernovo                         | Comuna Žalec                   |         |
| Perovec                         | Comuna Slovenske Konjice       |         |
| Perovo                          | Comuna Ribnica                 |         |
| Pertoča                         | Comuna Rogašovci               |         |
| Perudina                        | Comuna Črnomelj                |         |
| Pesje                           | Comuna Krško                   |         |
| Peskovci                        | Comuna Gornji Petrovci         |         |
| Pesnica pri Mariboru            | Comuna Pesnica                 |         |
| Pesnica                         | Comuna Kungota                 |         |
| Pesniški Dvor                   | Comuna Pesnica                 |         |
| Pestike                         | Comuna Zavrč                   |         |
| Peščeni Vrh                     | Comuna Cerkvenjak              |         |
| Peščenik                        | Comuna Ivančna Gorica          |         |
| Petane                          | Comuna urbană Novo mesto       |         |
| Petanjci                        | Comuna Tišina                  |         |
| Petelinje                       | Comuna Dol pri Ljubljani       |         |
| Petelinje                       | Comuna Pivka                   |         |
| Petelinjek pri Ločah            | Comuna Slovenske Konjice       |         |
| Petelinjek                      | Comuna urbană Novo mesto       |         |
| Petišovci                       | Comuna Lendava                 |         |
| Petkovec                        | Comuna Logatec                 |         |
| Petrina                         | Comuna Kostel                  |         |
| Petrinci                        | Comuna Sodražica               |         |
| Petrinje                        | Comuna Hrpelje - Kozina        |         |
| Petrova vas                     | Comuna Črnomelj                |         |
| Petrovče                        | Comuna Žalec                   |         |
| Petrovo Brdo                    | Comuna Tolmin                  |         |
| Petrušnja vas                   | Comuna Ivančna Gorica          |         |
| Pevno                           | Comuna Škofja Loka             |         |
| Pijana Gora                     | Comuna Krško                   |         |
| Pijava Gorica                   | Comuna Škofljica               |         |
| Pijavice                        | Comuna Sevnica                 |         |
| Pijovci                         | Comuna Šmarje pri Jelšah       |         |
| Pikovnik                        | Comuna Cerknica                |         |
| Pilštanj                        | Comuna Kozje                   |         |
| Pince                           | Comuna Lendava                 |         |
| Pince - Marof                   | Comuna Lendava                 |         |
| Piran                           | Comuna Piran                   |         |
| Pirče                           | Comuna Kostel                  |         |
| Pirešica                        | Comuna urbană Velenje          |         |
| Pirmane                         | Comuna Cerknica                |         |
| Piršenbreg                      | Comuna Brežice                 |         |
| Pirševo                         | Comuna Kamnik                  |         |
| Pisari                          | Comuna urbană Koper            |         |
| Pišece                          | Comuna Brežice                 |         |
| Pivka                           | Comuna Pivka                   |         |
| Pivola                          | Comuna Hoče - Slivnica         |         |
| Placar                          | Comuna Destrnik                |         |
| Placerovci                      | Comuna Gorišnica               |         |
| Plač                            | Comuna Kungota                 |         |
| Plače                           | Comuna Ajdovščina              |         |
| Planica                         | Comuna urbană Kranj            |         |
| Planica                         | Comuna Rače - Fram             |         |
| Planina na Pohorju              | Comuna Zreče                   |         |
| Planina nad Horjulom            | Comuna Dobrova - Polhov Gradec |         |
| Planina pod Golico              | Comuna Jesenice                |         |
| Planina pod Šumikom             | Comuna Slovenska Bistrica      |         |
| Planina pri Cerknem             | Comuna Cerkno                  |         |
| Planina pri Raki                | Comuna Krško                   |         |
| Planina pri Sevnici             | Comuna Šentjur                 |         |
| Planina v Podbočju              | Comuna Krško                   |         |
| Planina                         | Comuna Ajdovščina              |         |
| Planina                         | Comuna Ivančna Gorica          |         |
| Planina                         | Comuna Kostel                  |         |
| Planina                         | Comuna Ljubno                  |         |
| Planina                         | Comuna Postojna                |         |
| Planina                         | Comuna Semič                   |         |
| Planinca                        | Comuna Brezovica               |         |
| Planinca                        | Comuna Šentjur                 |         |
| Planinska vas                   | Comuna Šentjur                 |         |
| Planinska vas                   | Comuna Trbovlje                |         |
| Planinski Vrh                   | Comuna Šentjur                 |         |
| Planjsko                        | Comuna Majšperk                |         |
| Plat                            | Comuna Mežica                  |         |
| Plat                            | Comuna Rogaška Slatina         |         |
| Platinovec                      | Comuna Šmarje pri Jelšah       |         |
| Plave                           | Comuna Kanal                   |         |
| Plavje                          | Comuna urbană Koper            |         |
| Plavški Rovt                    | Comuna Jesenice                |         |
| Plazovje                        | Comuna Laško                   |         |
| Plemberk                        | Comuna urbană Novo mesto       |         |
| Ples                            | Comuna Bistrica ob Sotli       |         |
| Ples                            | Comuna Moravče                 |         |
| Plesko                          | Comuna Hrastnik                |         |
| Pleš                            | Comuna Žužemberk               |         |
| Pleše                           | Comuna Škofljica               |         |
| Plešivec                        | Comuna urbană Velenje          |         |
| Plešivica pri Žalni             | Comuna Grosuplje               |         |
| Plešivica                       | Comuna Brezovica               |         |
| Plešivica                       | Comuna Ljutomer                |         |
| Plešivica                       | Comuna Sežana                  |         |
| Plešivica                       | Comuna Žužemberk               |         |
| Plešivo                         | Comuna Brda                    |         |
| Pleterje                        | Comuna Kidričevo               |         |
| Pleterje                        | Comuna Krško                   |         |
| Pletovarje                      | Comuna Šentjur                 |         |
| Plintovec                       | Comuna Kungota                 |         |
| Pliskovica                      | Comuna Sežana                  |         |
| Plitvica                        | Comuna Apače                   |         |
| Plitvički Vrh                   | Comuna Gornja Radgona          |         |
| Plodršnica                      | Comuna Šentilj                 |         |
| Plosovo                         | Comuna Velike Lašče            |         |
| Pluska                          | Comuna Trebnje                 |         |
| Plužna                          | Comuna Bovec                   |         |
| Plužnje                         | Comuna Cerkno                  |         |
| Pobegi                          | Comuna urbană Koper            |         |
| Pobrež                          | Comuna Oplotnica               |         |
| Pobrežje                        | Comuna Črnomelj                |         |
| Pobrežje                        | Comuna Videm                   |         |
| Počakovo                        | Comuna Radeče                  |         |
| Poče                            | Comuna Cerkno                  |         |
| Počehova                        | Comuna urbană Maribor          |         |
| Počenik                         | Comuna Pesnica                 |         |
| Podbela                         | Comuna Kobarid                 |         |
| Podbeže                         | Comuna Ilirska Bistrica        |         |
| Podblica                        | Comuna urbană Kranj            |         |
| Podboč                          | Comuna Poljčane                |         |
| Podbočje                        | Comuna Krško                   |         |
| Podboršt pri Komendi            | Comuna Komenda                 |         |
| Podboršt                        | Comuna Ivančna Gorica          |         |
| Podboršt                        | Comuna Sevnica                 |         |
| Podbrdo                         | Comuna Tolmin                  |         |
| Podbreg                         | Comuna Kamnik                  |         |
| Podbreg                         | Comuna Vipava                  |         |
| Podbrezje                       | Comuna Naklo                   |         |
| Podbreže                        | Comuna Sežana                  |         |
| Podbukovje pri Vačah            | Comuna Litija                  |         |
| Podbukovje                      | Comuna Ivančna Gorica          |         |
| Podcerkev                       | Comuna Loška Dolina            |         |
| Podčetrtek                      | Comuna Podčetrtek              |         |
| Poden                           | Comuna Kostel                  |         |
| Podgaj                          | Comuna Šentjur                 |         |
| Podgora pri Dolskem             | Comuna Dol pri Ljubljani       |         |
| Podgora pri Ložu                | Comuna Loška Dolina            |         |
| Podgora pri Zlatem Polju        | Comuna Lukovica                |         |
| Podgora                         | Comuna Dobrepolje              |         |
| Podgora                         | Comuna Gorenja vas - Poljane   |         |
| Podgora                         | Comuna Straža                  |         |
| Podgora                         | Comuna Ravne na Koroškem       |         |
| Podgora                         | Comuna Šmartno ob Paki         |         |
| Podgorci                        | Comuna Ormož                   |         |
| Podgorica pri Pečah             | Comuna Moravče                 |         |
| Podgorica pri Podtaboru         | Comuna Grosuplje               |         |
| Podgorica pri Šmarju            | Comuna Grosuplje               |         |
| Podgorica                       | Comuna Dobrepolje              |         |
| Podgorica                       | Comuna Sevnica                 |         |
| Podgorje ob Sevnični            | Comuna Sevnica                 |         |
| Podgorje pod Čerinom            | Comuna Vojnik                  |         |
| Podgorje pri Letušu             | Comuna Braslovče               |         |
| Podgorje pri Pišecah            | Comuna Brežice                 |         |
| Podgorje                        | Comuna Apače                   |         |
| Podgorje                        | Comuna Kamnik                  |         |
| Podgorje                        | Comuna urbană Koper            |         |
| Podgorje                        | Comuna urbană Slovenj Gradec   |         |
| Podgorje                        | Comuna urbană Velenje          |         |
| Podgozd                         | Comuna urbană Nova Gorica      |         |
| Podgozd                         | Comuna Žužemberk               |         |
| Podgračeno                      | Comuna Brežice                 |         |
| Podgrad na Pohorju              | Comuna Slovenska Bistrica      |         |
| Podgrad pri Vremah              | Comuna Divača                  |         |
| Podgrad                         | Comuna Gornja Radgona          |         |
| Podgrad                         | Comuna Ilirska Bistrica        |         |
| Podgrad                         | Comuna urbană Ljubljana        |         |
| Podgrad                         | Comuna urbană Novo mesto       |         |
| Podgrad                         | Comuna Šentjur                 |         |
| Podgradje, Ljutomer             | Comuna Ljutomer                |         |
| Podgraje                        | Comuna Ilirska Bistrica        |         |
| Podgrič                         | Comuna Vipava                  |         |
| Podhojni Hrib                   | Comuna Velike Lašče            |         |
| Podhom                          | Comuna Bled                    |         |
| Podhosta                        | Comuna Dolenjske Toplice       |         |
| Podhruška                       | Comuna Kamnik                  |         |
| Podigrac                        | Comuna Kungota                 |         |
| Podjelje                        | Comuna Bohinj                  |         |
| Podjelovo Brdo                  | Comuna Gorenja vas - Poljane   |         |
| Podjelše                        | Comuna Kamnik                  |         |
| Podklanc                        | Comuna Dravograd               |         |
| Podklanec                       | Comuna Črnomelj                |         |
| Podklanec                       | Comuna Sodražica               |         |
| Podklanec                       | Comuna Žiri                    |         |
| Podkočna                        | Comuna Jesenice                |         |
| Podkogelj                       | Comuna Velike Lašče            |         |
| Podkoren                        | Comuna Kranjska Gora           |         |
| Podkraj pri Mežici              | Comuna Mežica                  |         |
| Podkraj pri Velenju             | Comuna urbană Velenje          |         |
| Podkraj pri Zagorju             | Comuna Zagorje ob Savi         |         |
| Podkraj                         | Comuna Ajdovščina              |         |
| Podkraj                         | Comuna Hrastnik                |         |
| Podkraj                         | Comuna Ravne na Koroškem       |         |
| Podkraj                         | Comuna Velike Lašče            |         |
| Podkraj                         | Comuna Žalec                   |         |
| Podkum                          | Comuna Zagorje ob Savi         |         |
| Podlanišče                      | Comuna Cerkno                  |         |
| Podlehnik                       | Comuna Podlehnik               |         |
| Podlesje                        | Comuna Kočevje                 |         |
| Podlešje                        | Comuna Šentjur                 |         |
| Podlipa                         | Comuna Krško                   |         |
| Podlipa                         | Comuna Vrhnika                 |         |
| Podlipa                         | Comuna Žužemberk               |         |
| Podlipoglav                     | Comuna urbană Ljubljana        |         |
| Podlipovica                     | Comuna Zagorje ob Savi         |         |
| Podlisec                        | Comuna Trebnje                 |         |
| Podljubelj                      | Comuna Tržič                   |         |
| Podlog pod Bohorjem             | Comuna Šentjur                 |         |
| Podlog v Savinjski Dolini       | Comuna Žalec                   |         |
| Podlog                          | Comuna Črnomelj                |         |
| Podlog                          | Comuna Velike Lašče            |         |
| Podlom                          | Comuna Kamnik                  |         |
| Podlonk                         | Comuna Železniki               |         |
| Podlož                          | Comuna Loška Dolina            |         |
| Podlože                         | Comuna Majšperk                |         |
| Podmelec                        | Comuna Tolmin                  |         |
| Podmilj                         | Comuna Lukovica                |         |
| Podmolnik                       | Comuna urbană Ljubljana        |         |
| Podnanos                        | Comuna Vipava                  |         |
| Podnart                         | Comuna Radovljica              |         |
| Podob                           | Comuna Slovenske Konjice       |         |
| Podobeno                        | Comuna Gorenja vas - Poljane   |         |
| Podolnica                       | Comuna Horjul                  |         |
| Podolševa                       | Comuna Solčava                 |         |
| Podova                          | Comuna Rače - Fram             |         |
| Podpeca                         | Comuna Črna na Koroškem        |         |
| Podpeč nad Marofom              | Comuna Šentjur                 |         |
| Podpeč ob Dravinji              | Comuna Slovenske Konjice       |         |
| Podpeč pod Skalo                | Comuna Litija                  |         |
| Podpeč pri Šentvidu             | Comuna Šentjur                 |         |
| Podpeč                          | Comuna Brezovica               |         |
| Podpeč                          | Comuna Dobrepolje              |         |
| Podpeč                          | Comuna urbană Koper            |         |
| Podplanina                      | Comuna Loški potok             |         |
| Podplat                         | Comuna Rogaška Slatina         |         |
| Podpleče                        | Comuna Cerkno                  |         |
| Podplešivica                    | Comuna Brezovica               |         |
| Podporezen                      | Comuna Železniki               |         |
| Podpreska                       | Comuna Loški potok             |         |
| Podpulfrca                      | Comuna Škofja Loka             |         |
| Podraga                         | Comuna Vipava                  |         |
| Podreber                        | Comuna Dobrova - Polhov Gradec |         |
| Podreber                        | Comuna Semič                   |         |
| Podreča                         | Comuna urbană Kranj            |         |
| Podrečje                        | Comuna Domžale                 |         |
| Podroje                         | Comuna Šmartno pri Litiji      |         |
| Podsabotin                      | Comuna Brda                    |         |
| Podskrajnik                     | Comuna Cerknica                |         |
| Podslivnica                     | Comuna Cerknica                |         |
| Podsmrečje                      | Comuna Lukovica                |         |
| Podsmreka pri Velikih Laščah    | Comuna Velike Lašče            |         |
| Podsmreka pri Višnji Gori       | Comuna Ivančna Gorica          |         |
| Podsmreka                       | Comuna Dobrova - Polhov Gradec |         |
| Podsreda                        | Comuna Kozje                   |         |
| Podstene pri Kostelu            | Comuna Kostel                  |         |
| Podstenice                      | Comuna Dolenjske Toplice       |         |
| Podstenje                       | Comuna Ilirska Bistrica        |         |
| Podstenjšek                     | Comuna Ilirska Bistrica        |         |
| Podstran                        | Comuna Moravče                 |         |
| Podstrm                         | Comuna Kostanjevica na Krki    |         |
| Podstrmec                       | Comuna Velike Lašče            |         |
| Podstudenec                     | Comuna Kamnik                  |         |
| Podšentjur                      | Comuna Litija                  |         |
| Podtabor                        | Comuna Dobrepolje              |         |
| Podtabor                        | Comuna Ilirska Bistrica        |         |
| Podturn pri Dolenjskih Toplicah | Comuna Dolenjske Toplice       |         |
| Podturn                         | Comuna Rogaška Slatina         |         |
| Podturn                         | Comuna Mokronog - Trebelno     |         |
| Podulaka                        | Comuna Velike Lašče            |         |
| Podulce                         | Comuna Krško                   |         |
| Podvelka                        | Comuna Podvelka                |         |
| Podveža                         | Comuna Luče                    |         |
| Podvin pri Polzeli              | Comuna Polzela                 |         |
| Podvin                          | Comuna Žalec                   |         |
| Podvinci                        | Comuna urbană Ptuj             |         |
| Podvine                         | Comuna Šentjur                 |         |
| Podvinje                        | Comuna Brežice                 |         |
| Podvolovljek                    | Comuna Luče                    |         |
| Podvrh                          | Comuna Braslovče               |         |
| Podvrh                          | Comuna Gorenja vas - Poljane   |         |
| Podvrh                          | Comuna Osilnica                |         |
| Podvrh                          | Comuna Sevnica                 |         |
| Podzemelj                       | Comuna Metlika                 |         |
| Podžaga                         | Comuna Velike Lašče            |         |
| Pogled                          | Comuna Apače                   |         |
| Pogled                          | Comuna Moravče                 |         |
| Pogonik                         | Comuna Litija                  |         |
| Pohorje                         | Comuna Cirkulane               |         |
| Poklek nad Blanco               | Comuna Sevnica                 |         |
| Poklek pri Podsredi             | Comuna Kozje                   |         |
| Pokojišče                       | Comuna Vrhnika                 |         |
| Pokojnica                       | Comuna Ivančna Gorica          |         |
| Pokoše                          | Comuna Slovenska Bistrica      |         |
| Polajna                         | Comuna Zreče                   |         |
| Polana                          | Comuna Hoče - Slivnica         |         |
| Polana                          | Comuna Laško                   |         |
| Polana                          | Comuna urbană Murska Sobota    |         |
| Polenci                         | Comuna Dornava                 |         |
| Polene                          | Comuna Slovenske Konjice       |         |
| Polenšak                        | Comuna Dornava                 |         |
| Poletiči                        | Comuna urbană Koper            |         |
| Polhov Gradec                   | Comuna Dobrova - Polhov Gradec |         |
| Polhovica                       | Comuna Šentjernej              |         |
| Polica                          | Comuna Grosuplje               |         |
| Polica                          | Comuna Naklo                   |         |
| Police                          | Comuna Cerkno                  |         |
| Police                          | Comuna Gornja Radgona          |         |
| Polička vas                     | Comuna Pesnica                 |         |
| Polički Vrh                     | Comuna Pesnica                 |         |
| Poljana                         | Comuna Kamnik                  |         |
| Poljana                         | Comuna Prevalje                |         |
| Poljane nad Blagovico           | Comuna Lukovica                |         |
| Poljane nad Škofjo Loko         | Comuna Gorenja vas - Poljane   |         |
| Poljane pri Mirni Peči          | Comuna Mirna Peč               |         |
| Poljane pri Podgradu            | Comuna Hrpelje - Kozina        |         |
| Poljane pri Primskovem          | Comuna Šmartno pri Litiji      |         |
| Poljane pri Stični              | Comuna Ivančna Gorica          |         |
| Poljane pri Štjaku              | Comuna Sežana                  |         |
| Poljane pri Žužemberku          | Comuna Žužemberk               |         |
| Poljane                         | Comuna Cerkno                  |         |
| Poljane                         | Comuna Mozirje                 |         |
| Poljčane                        | Comuna Poljčane                |         |
| Poljče                          | Comuna Braslovče               |         |
| Poljče                          | Comuna Radovljica              |         |
| Polje ob Sotli                  | Comuna Podčetrtek              |         |
| Polje pri Bistrici              | Comuna Bistrica ob Sotli       |         |
| Polje pri Tržišču               | Comuna Sevnica                 |         |
| Polje pri Višnji Gori           | Comuna Ivančna Gorica          |         |
| Polje pri Vodicah               | Comuna Vodice                  |         |
| Polje                           | Comuna Bohinj                  |         |
| Polje                           | Comuna Tolmin                  |         |
| Poljšica pri Gorjah             | Comuna Bled                    |         |
| Poljšica pri Podnartu           | Comuna Radovljica              |         |
| Poljubinj                       | Comuna Tolmin                  |         |
| Polom                           | Comuna Kočevje                 |         |
| Polšeče                         | Comuna Bloke                   |         |
| Polšina                         | Comuna Zagorje ob Savi         |         |
| Polšnik                         | Comuna Litija                  |         |
| Polzela                         | Comuna Polzela                 |         |
| Polzelo                         | Comuna Velike Lašče            |         |
| Polžanska Gorca                 | Comuna Šmarje pri Jelšah       |         |
| Polžanska vas                   | Comuna Šmarje pri Jelšah       |         |
| Polže                           | Comuna Vojnik                  |         |
| Pomjan                          | Comuna urbană Koper            |         |
| Pondor                          | Comuna Tabor                   |         |
| Pongrac                         | Comuna Žalec                   |         |
| Pongrce                         | Comuna Kidričevo               |         |
| Ponikva pri Žalcu               | Comuna Žalec                   |         |
| Ponikva                         | Comuna Šentjur                 |         |
| Ponikve pri Studencu            | Comuna Sevnica                 |         |
| Ponikve                         | Comuna Brežice                 |         |
| Ponikve                         | Comuna Cerknica                |         |
| Ponikve                         | Comuna Dobrepolje              |         |
| Ponikve                         | Comuna Sežana                  |         |
| Ponikve                         | Comuna Tolmin                  |         |
| Ponkvica                        | Comuna Šentjur                 |         |
| Ponova vas                      | Comuna Grosuplje               |         |
| Ponoviče                        | Comuna Litija                  |         |
| Popetre                         | Comuna urbană Koper            |         |
| Popovci                         | Comuna Videm                   |         |
| Popovo                          | Comuna Tržič                   |         |
| Pordašinci                      | Comuna Moravske Toplice        |         |
| Poreber                         | Comuna Kamnik                  |         |
| Poreče                          | Comuna Vipava                  |         |
| Porezen                         | Comuna Tolmin                  |         |
| Portorož                        | Comuna Piran                   |         |
| Posavec                         | Comuna Radovljica              |         |
| Postaja                         | Comuna Tolmin                  |         |
| Postojna                        | Comuna Postojna                |         |
| Poštena vas                     | Comuna Brežice                 |         |
| Potarje                         | Comuna Tržič                   |         |
| Potiskavec                      | Comuna Dobrepolje              |         |
| Potoče                          | Comuna Ajdovščina              |         |
| Potoče                          | Comuna Divača                  |         |
| Potoče                          | Comuna Preddvor                |         |
| Potok pri Dornberku             | Comuna urbană Nova Gorica      |         |
| Potok pri Komendi               | Comuna Komenda                 |         |
| Potok pri Muljavi               | Comuna Ivančna Gorica          |         |
| Potok pri Vačah                 | Comuna Litija                  |         |
| Potok v Črni                    | Comuna Kamnik                  |         |
| Potok                           | Comuna Idrija                  |         |
| Potok                           | Comuna Kamnik                  |         |
| Potok                           | Comuna Kostel                  |         |
| Potok                           | Comuna Nazarje                 |         |
| Potok                           | Comuna Straža                  |         |
| Potok                           | Comuna Trebnje                 |         |
| Potok                           | Comuna Železniki               |         |
| Potoki                          | Comuna Jesenice                |         |
| Potoki                          | Comuna Kobarid                 |         |
| Potoki                          | Comuna Semič                   |         |
| Potoška vas                     | Comuna Zagorje ob Savi         |         |
| Potov Vrh                       | Comuna urbană Novo mesto       |         |
| Povčeno                         | Comuna Laško                   |         |
| Povir                           | Comuna Sežana                  |         |
| Povlje                          | Comuna urbană Kranj            |         |
| Povodje                         | Comuna Vodice                  |         |
| Površje                         | Comuna Krško                   |         |
| Povžane                         | Comuna Hrpelje - Kozina        |         |
| Pozirno                         | Comuna Škofja Loka             |         |
| Poznanovci                      | Comuna Puconci                 |         |
| Poznikovo                       | Comuna Velike Lašče            |         |
| Požarje                         | Comuna Zagorje ob Savi         |         |
| Požeg                           | Comuna Rače - Fram             |         |
| Poženik                         | Comuna Cerklje na Gorenjskem   |         |
| Požnica                         | Comuna Laško                   |         |
| Prade                           | Comuna urbană Koper            |         |
| Pragersko                       | Comuna Slovenska Bistrica      |         |
| Prapetno Brdo                   | Comuna Tolmin                  |         |
| Prapetno                        | Comuna Tolmin                  |         |
| Prapreče                        | Comuna Trbovlje                |         |
| Prapreče                        | Comuna Zagorje ob Savi         |         |
| Prapreče pri Straži             | Comuna urbană Novo mesto       |         |
| Prapreče pri Šentjerneju        | Comuna Šentjernej              |         |
| Prapreče                        | Comuna Vransko                 |         |
| Prapreče                        | Comuna Žužemberk               |         |
| Prapretno pri Hrastniku         | Comuna Hrastnik                |         |
| Prapretno pri Hrastniku         | Comuna Trbovlje                |         |
| Prapretno                       | Comuna Radeče                  |         |
| Prapretno                       | Comuna Šentjur                 |         |
| Praproče pri Grosupljem         | Comuna Grosuplje               |         |
| Praproče pri Temenici           | Comuna Ivančna Gorica          |         |
| Praproče v Tuhinju              | Comuna Kamnik                  |         |
| Praproče                        | Comuna Dobrova - Polhov Gradec |         |
| Praproče                        | Comuna urbană Koper            |         |
| Praproče                        | Comuna Ribnica                 |         |
| Praproče                        | Comuna Semič                   |         |
| Praproše                        | Comuna Radovljica              |         |
| Praprot                         | Comuna Semič                   |         |
| Praprotna Polica                | Comuna Cerklje na Gorenjskem   |         |
| Praprotnica                     | Comuna Mirna                   |         |
| Praprotno Brdo                  | Comuna Logatec                 |         |
| Praprotno                       | Comuna Škofja Loka             |         |
| Praše                           | Comuna urbană Kranj            |         |
| Prazniki                        | Comuna Velike Lašče            |         |
| Prebačevo                       | Comuna Šenčur                  |         |
| Prebold                         | Comuna Prebold                 |         |
| Precetinci                      | Comuna Ljutomer                |         |
| Preclava                        | Comuna Ormož                   |         |
| Prečna                          | Comuna urbană Novo mesto       |         |
| Predanovci                      | Comuna Puconci                 |         |
| Preddvor                        | Comuna Preddvor                |         |
| Predel                          | Comuna Šmarje pri Jelšah       |         |
| Predenca                        | Comuna Šmarje pri Jelšah       |         |
| Predgrad                        | Comuna Kočevje                 |         |
| Predgriže                       | Comuna Idrija                  |         |
| Predjama                        | Comuna Postojna                |         |
| Predloka                        | Comuna urbană Koper            |         |
| Predmeja                        | Comuna Ajdovščina              |         |
| Predmost                        | Comuna Gorenja vas - Poljane   |         |
| Predole                         | Comuna Grosuplje               |         |
| Predoslje                       | Comuna urbană Kranj            |         |
| Predstruge                      | Comuna Dobrepolje              |         |
| Pregara                         | Comuna urbană Koper            |         |
| Pregarje                        | Comuna Ilirska Bistrica        |         |
| Prekopa                         | Comuna Vransko                 |         |
| Prekorje                        | Comuna urbană Celje            |         |
| Prelasko                        | Comuna Podčetrtek              |         |
| Prelesje                        | Comuna Črnomelj                |         |
| Prelesje                        | Comuna Gorenja vas - Poljane   |         |
| Prelesje                        | Comuna Litija                  |         |
| Prelesje                        | Comuna Šentrupert              |         |
| Prelog                          | Comuna Domžale                 |         |
| Preloge pri Konjicah            | Comuna Slovenske Konjice       |         |
| Preloge pri Šmarju              | Comuna Šmarje pri Jelšah       |         |
| Preloge                         | Comuna Semič                   |         |
| Preloge                         | Comuna Slovenska Bistrica      |         |
| Preloka                         | Comuna Črnomelj                |         |
| Prelože pri Lokvi               | Comuna Sežana                  |         |
| Prelože                         | Comuna Ilirska Bistrica        |         |
| Prelska                         | Comuna urbană Velenje          |         |
| Prem                            | Comuna Ilirska Bistrica        |         |
| Premagovce                      | Comuna Krško                   |         |
| Premančan                       | Comuna urbană Koper            |         |
| Prepolje                        | Comuna Starše                  |         |
| Prepuž                          | Comuna Slovenska Bistrica      |         |
| Prerad                          | Comuna Dornava                 |         |
| Presečno                        | Comuna Dobje                   |         |
| Preserje pri Komnu              | Comuna Komen                   |         |
| Preserje pri Lukovici           | Comuna Lukovica                |         |
| Preserje pri Radomljah          | Comuna Domžale                 |         |
| Preserje pri Zlatem Polju       | Comuna Lukovica                |         |
| Preserje                        | Comuna Braslovče               |         |
| Preserje                        | Comuna Brezovica               |         |
| Preserje                        | Comuna urbană Nova Gorica      |         |
| Presika                         | Comuna Ljutomer                |         |
| Preska, Medvode                 | Comuna Medvode                 |         |
| Preska nad Kostrevnico          | Comuna Šmartno pri Litiji      |         |
| Preska pri Dobrniču             | Comuna Trebnje                 |         |
| Preska                          | Comuna Sevnica                 |         |
| Preska                          | Comuna Sodražica               |         |
| Presladol                       | Comuna Krško                   |         |
| Prestranek                      | Comuna Postojna                |         |
| Preša                           | Comuna Majšperk                |         |
| Preški Vrh                      | Comuna Ravne na Koroškem       |         |
| Prešna Loka                     | Comuna Sevnica                 |         |
| Prešnica                        | Comuna Hrpelje - Kozina        |         |
| Pretrež                         | Comuna Slovenska Bistrica      |         |
| Pretrž                          | Comuna Moravče                 |         |
| Prevale                         | Comuna Litija                  |         |
| Prevalje pod Krimom             | Comuna Brezovica               |         |
| Prevalje                        | Comuna Lukovica                |         |
| Prevalje                        | Comuna Prevalje                |         |
| Preveg                          | Comuna Litija                  |         |
| Prevoje pri Šentvidu            | Comuna Lukovica                |         |
| Prevoje                         | Comuna Lukovica                |         |
| Prevole                         | Comuna Žužemberk               |         |
| Prezrenje                       | Comuna Radovljica              |         |
| Preženjske Njive                | Comuna Litija                  |         |
| Prežganje                       | Comuna urbană Ljubljana        |         |
| Prežigal                        | Comuna Slovenske Konjice       |         |
| Prhajevo                        | Comuna Velike Lašče            |         |
| Pri Cerkvi - Struge             | Comuna Dobrepolje              |         |
| Pribinci                        | Comuna Črnomelj                |         |
| Pribišje                        | Comuna Semič                   |         |
| Prigorica                       | Comuna Ribnica                 |         |
| Prihodi                         | Comuna Jesenice                |         |
| Prihova                         | Comuna Nazarje                 |         |
| Prihova                         | Comuna Oplotnica               |         |
| Prikrnica                       | Comuna Moravče                 |         |
| Prilesje                        | Comuna Lukovica                |         |
| Prilesje                        | Comuna Velike Lašče            |         |
| Prilipe                         | Comuna Brežice                 |         |
| Prilozje                        | Comuna Metlika                 |         |
| Primča vas                      | Comuna Ivančna Gorica          |         |
| Primostek                       | Comuna Metlika                 |         |
| Primož pri Ljubnem              | Comuna Ljubno                  |         |
| Primož pri Šentjurju            | Comuna Šentjur                 |         |
| Primož                          | Comuna Sevnica                 |         |
| Primoži                         | Comuna Kočevje                 |         |
| Primskovo                       | Comuna Šmartno pri Litiji      |         |
| Primštal                        | Comuna Trebnje                 |         |
| Pristava nad Stično             | Comuna Ivančna Gorica          |         |
| Pristava ob Krki                | Comuna Krško                   |         |
| Pristava pod Rako               | Comuna Krško                   |         |
| Pristava pri Lesičnem           | Comuna Podčetrtek              |         |
| Pristava pri Leskovcu           | Comuna Krško                   |         |
| Pristava pri Mestinju           | Comuna Podčetrtek              |         |
| Pristava pri Polhovem Gradcu    | Comuna Dobrova - Polhov Gradec |         |
| Pristava pri Šentjerneju        | Comuna Šentjernej              |         |
| Pristava pri Višnji Gori        | Comuna Ivančna Gorica          |         |
| Pristava                        | Comuna Borovnica               |         |
| Pristava                        | Comuna Cirkulane               |         |
| Pristava                        | Comuna Ljutomer                |         |
| Pristava                        | Comuna urbană Nova Gorica      |         |
| Pristava                        | Comuna urbană Novo mesto       |         |
| Pristava                        | Comuna Sežana                  |         |
| Pristava                        | Comuna Tržič                   |         |
| Pristava                        | Comuna Vojnik                  |         |
| Pristavica pri Velikem Gabru    | Comuna Trebnje                 |         |
| Pristavica                      | Comuna Rogaška Slatina         |         |
| Pristavica                      | Comuna Šentjernej              |         |
| Pristavlja vas                  | Comuna Ivančna Gorica          |         |
| Pristavo                        | Comuna Brda                    |         |
| Pristova                        | Comuna Dobrna                  |         |
| Prnek                           | Comuna Rogaška Slatina         |         |
| Prosečka vas                    | Comuna Puconci                 |         |
| Proseniško                      | Comuna Šentjur                 |         |
| Prosenjakovci                   | Comuna Moravske Toplice        |         |
| Prožinska vas                   | Comuna Štore                   |         |
| Pršetinci                       | Comuna Sveti Tomaž             |         |
| Prtovč                          | Comuna Železniki               |         |
| Prušnja vas                     | Comuna Krško                   |         |
| Prvačina                        | Comuna urbană Nova Gorica      |         |
| Prvenci                         | Comuna Markovci                |         |
| Prvine                          | Comuna Lukovica                |         |
| Pšajnovica                      | Comuna Kamnik                  |         |
| Pšata                           | Comuna Cerklje na Gorenjskem   |         |
| Pšata                           | Comuna Domžale                 |         |
| Pšenična Polica                 | Comuna Cerklje na Gorenjskem   |         |
| Pševo                           | Comuna urbană Kranj            |         |
| Ptuj                            | Comuna urbană Ptuj             |         |
| Ptujska Cesta                   | Comuna Gornja Radgona          |         |
| Ptujska Gora                    | Comuna Majšperk                |         |
| Puc                             | Comuna Kostel                  |         |
| Puconci                         | Comuna Puconci                 |         |
| Puče                            | Comuna urbană Koper            |         |
| Pudob                           | Comuna Loška Dolina            |         |
| Pugled pri Karlovici            | Comuna Ribnica                 |         |
| Pugled pri Mokronogu            | Comuna Mokronog - Trebelno     |         |
| Pugled                          | Comuna Semič                   |         |
| Pungert                         | Comuna Ivančna Gorica          |         |
| Pungert                         | Comuna Loški potok             |         |
| Pungert                         | Comuna Škofja Loka             |         |
| Purga                           | Comuna Črnomelj                |         |
| Purkače                         | Comuna Velike Lašče            |         |
| Pusti Gradec                    | Comuna Črnomelj                |         |
| Pusti Hrib                      | Comuna Ribnica                 |         |
| Pusti Javor                     | Comuna Ivančna Gorica          |         |
| Pustike                         | Comuna Šmarje pri Jelšah       |         |
| Pusto Polje                     | Comuna Nazarje                 |         |
| Puščava                         | Comuna Lovrenc na Pohorju      |         |
| Puščava                         | Comuna Mokronog - Trebelno     |         |
| Pušče                           | Comuna Velike Lašče            |         |
| Pušenci                         | Comuna Ormož                   |         |
| Puštal                          | Comuna Škofja Loka             |         |
| Puževci                         | Comuna Puconci                 |         |

Lista localităților:
A -
B -
C -
Č -
D -
E -
F -
G -
H -
I -
J -
K -
L -
M -
N -
O -
P -
R -
S -
Š -
T -
U -
V -
Z -
Ž